# Oxira persignata
Oxira persignata là một loài bướm đêm trong họ Noctuidae.